# Daniele Rutella

Daniele Rutella (Enna, 22 maggio 1991) è un arbitro di calcio italiano.

## Carriera
Affiliato alla sezione AIA di Enna dal 2006, quando aveva 14 anni, nel 2014 viene promosso in Serie D, e nel 2017 in Serie C. Dopo essere stato nominato miglior arbitro siciliano e aver trascorso cinque stagioni in Serie C, il 1º luglio 2022 viene annunciata dall'AIA la sua promozione in Serie A e B.
L'esordio in Serie A avviene nella stagione 2024-2025, alla 38ª giornata di campionato, dove è designato per Milan-Monza, divenendo il primo arbitro della sezione di Enna a dirigere un match della massima serie.
Il 1° luglio 2025 viene avvicendato dalla CAN per motivate valutazioni tecniche.
In seguito supera il corso di qualificazione VMO entrando nell’organico della massima serie come VAR Pro.